# James D. Black
James Dixon Black (24 de setembro de 1849 – 05 de agosto de 1938) foi um político estadunidense, membro do Partido Democrata. Foi o 39° governador de Kentucky, servindo por sete meses em 1919. Ele subiu para o escritório quando o governador Augustus O. Stanley foi eleito para o Senado dos Estados Unidos.
Black estudou e formou-se na Tusculum College em 1872, enquanto estudava direito. Ele foi internado no bar em 1874 e abriu sua prática jurídica em Barbourville, Kentucky. Eventualmente, seu filho e genro tornaram-se parceiros na sua prática. Profundamente interessado em educação, atuou como superintendente das escolas públicas do Condado de Knox por dois anos, e foi fundamental na fundação da Union College em Barbourville. Ele serviu como presidente da faculdade de 1910–1912.
Black foi escolhido como o democrata nomeado para vice-governador em 1915, apesar de ter apenas uma escassa experiência política anterior. Ele foi eleito em um bilhete com Augustus O. Stanley e foi elevado a governador quando Stanley renunciou para assumir uma cadeira no Senado dos Estados Unidos. Muito de seus sete meses como governador foram gastos em sua campanha de reeleição. Ele foi incapaz de responder satisfatoriamente as acusações de corrupção feitas contra a administração Stanley pelo seu adversário, Edwin P. Morrow. Morrow ganhou a eleição por mais de 40,000 votos. Black voltou para sua prática jurídica em Barbourville e serviu como presidente de um banco fundado por seu irmão mais velho. Ele era gerente da campanha senatorial de Alben Barkley quando morreu de pneumonia em 5 de agosto de 1938.

## Início de vida e família
James Dixon Black nasceu em 24 setembro de 1849 a nove milhas de Barbourville em Richland Creek, no condado de Knox, Kentucky. Ele era o caçula de 12 filhos de John Craig e Clarissa "Cassie" (Jones) Black. O irmão de Black, Isaac J. Black, foi capitão da 49° Infantaria de Montada do Kentucky no Exército da União durante a Guerra Civil.
Black foi educado nas escolas rurais e da assinatura e em torno de Barbourville. Em 1872, graduou-se no Tusculum College perto Greeneville, Tennessee, com um grau de Bacharel em artes. Após a faculdade, Black voltou para o Condado de Knox, onde ele ensinou nas escolas públicas durante dois anos. Ao mesmo tempo, ele estudou direito, e foi admitido à barra, em agosto de 1874. Ele abriu sua prática jurídica em Barbourville.
Black casou-se com Maria Jeanette "Nettie" Pitzer em 2 de dezembro de 1875, em Barbourville. O casal teve três filhos: Pitzer Dixon, Gertrude Dawn, e Georgia Clarice. Todos eram membros da Igreja Metodista Episcopal. Pitzer Black formou-se no Centre College, em Danville, Kentucky, em seguida, estudou Direito na Universidade de Virginia. Depois de ser admitido à barra, ele se tornou um parceiro na lei de seu pai firme. Georgia Black casou-se com H. H. Owens, que também se tornou sócio da empresa Barbourville de Black, Black, e Owens.

## Carreira docente
Black foi eleito para representar os municípios de Knox e Whitley na Casa dos Representantes do Kentucky em 1876. Um democrata representando um distrito com uma maioria de eleitores republicanos, ele serviu um único mandato de um ano.
Em 1879, a família Black e de outros Barbourville compraram ações para financiar o arranque de um novo colégio em Barbourville. Black insistiu que a faculdade fosse nomeada Union College, porque ele esperava que a faculdade iria unificar a comunidade. Ele continuou a ser envolvido no desenvolvimento da faculdade, servindo como seu advogado e como um arrecadador de fundos. Profundamente interessado em educação, ele também atuou como superintendente das escolas públicas de  Knox em 1884 e 1885, mas depois voltou para o sua prática da lei.
Um longo periodo maçom, Black atuou como mestre de sua loja local em sete ocasiões diferentes, foi duas vezes alto sacerdote do Capítulo Barbourville do Real Arco morçom, e foi escolhido Grão-Mestre de Kentucky em 1888. Em 1893, ele foi escolhido pelo governador de Kentucky John Y. Brown como um comissário para o Chicago exposição mundial Columbina, representando florestal Kentucky e departamentos minerais.
Em 10 de setembro de 1910, Black foi nomeado o quarto presidente da Union College. No ano seguinte, seu alma mater concedeu-lhe um Honoris causa em Legum Doctor. Ele serviu como presidente do Union College até 1912.

## Carreira política
Black retornou à política em 1912, quando ele se tornou-se advogado geral assistente de Kentucky. Em 1915, ele foi escolhido como o candidato democrata à vice-governador. Black era pró-temperança, e foi escolhido para equilibrar o bilhete com Augustus O. Stanley, que se opôs proibição. Enquanto Black derrotou o seu adversário, Lewis L. Walker, por mais de 8,000 votos, Stanley superou o republicano Edwin P. Morrow por apenas 421421 votos, o mais próximo da eleição para governador na história do Estado.

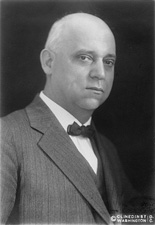
Augustus O. Stanley, companheiro de chapa de Black na eleição 1915 para governador.

Embora Stanley e Black ganharam a eleição, eles nunca se tornaram aliados políticos. Na época de sua eleição e de serviços, a Constituição do Kentucky, prescreveu que o vice-governador agiria como governador qualquer momento o governador deixou o estado. Consequentemente, Stanley se recusou a viajar para fora do estado de férias, porque ele temia que ele não aprovaria qualquer Black iria nomear a quaisquer cargos vagos governamentais enquanto ele estava desaparecido.
Black ascendeu ao cargo de governador em 19 de maio 1919, quando o governador Stanley renunciou para assumir uma cadeira no Senado dos Estados Unidos. Sua pró-temperança ficar custou-lhe muitos dos apoiantes de Stanley, enquanto sua associação com Stanley, um adversário proibição, causou sua apoiar a diminuir entre os proibicionistas. Não houve sessão legislativa da Assembleia Geral durante o mandato de Black, conflitos de modo potenciais com a legislatura foram evitados.
Black imediatamente enfrentou acusações de nomeações pobres por Stanley. A Comissão livro escolar foi apontada para a crítica particular. A Corte de Apelações do Kentucky decidiu que a Comissão agiu ilegalmente na seleção de livros didáticos apresentados em forma de boneco. Preto pediu aos comissários demitir-se, mas quando eles se recusaram, ele alegou que não tinha poder para removê-los, exceto por fraude ou corrupção. O Louisville Courier-Journal apontou que Black poderia substituir qualquer nomeado de Stanley que ainda não haviam sido confirmadas pelo Senado, mas Black recusou-se a fazê-lo. Alguns acreditavam que Black havia concordado em manter os nomeado por Stanley em troca de apoio de Stanley da campanha de reeleição de Black.
A liquidação sucessório dos impostos estatais em duas propriedades também atormentaram Black. No primeiro caso, o governador Stanley tinha feito um acordo de compromisso de impostos atrasados com LV Harkness antes de sua morte. O compromisso foi criticado, e apesar de Preto pediu ao procurador-geral para investigar, o caso não foi decidido durante o mandato de Black como governador. No segundo caso, Stanley havia nomeado três advogados especiais para recolher impostos de herança da propriedade da Sra. Robert Worth Bingham. Black queria que os advogados de se demitir e salvar o estado suas taxas grandes, mas recusou-se a retirá-los completamente. Essa ação foi feita mais condenável porque um dos advogados era um membro da equipe de campanha de Black.
Em 1919, Black foi escolhido como o candidato democrata a governador sobre John D. Carroll, chefe de justiça do Tribunal de Apelações de Kentucky, por mais de 20,000 votos. Os republicanos novamente indicaram Edwin P. Morrow, que implorou aos eleitores "Corrigir o erro de 1915". Uma vez que Black tinha registro muito pouco como governador em seu próprio direito, Morrow fez campanha contra ele, atacando administração de Stanley como corrupto. Morrow citou como evidência os processos fiscais de Sr. e Sra. Harkness Bingham e inação Black contra a Comissão Textbook Estado.
Preto tentou permanecer positivo em sua raça, e focado em questões nacionais, em vez de defender a administração de Stanley. Ele defendeu a apoio do presidente Woodrow Wilson e declarou seu apoio aos Estados Unidos, a entrada na Liga das Nações. Seu apoio de Wilson machucá-lo com alemães americanos eleitores, e manuseio de Wilson de greves de carvão recentes ferido Black com o tradicional voto Democrático do trabalho.
Dias antes da eleição, Morrow expois um contrato aprovado pelo Conselho Estadual de Controle de comprar pano de um homem chamado ASJ Armstrong menos duas vezes seu preço normal. Preto respondeu à alegação, suspendendo temporariamente sua campanha e pedir uma investigação. O inquérito revelou que Armstrong era um encanador que estava oferecendo em nome de seu irmão-de-lei, um funcionário antigo presídio na administração Stanley. Apesar desta revelação, Preto recusou-se a remover os membros do Conselho de Controle. Esta questão finalmente afundou a candidatura de Black; Morrow ganhou a eleição por mais de 40,000 votos.
Em seus últimos dias no cargo, Black considerados muitos pedidos de executivo clemência. Em 1 de dezembro de 1919, ele emitiu um perdão para Henry Youtsey , uma liberdade condicional recente que serviu 18 anos por conspiração no assassinato do governador William Goebel.
Em 1918, enquanto ainda atuando como vice-governador, Black tinha assumido a presidência de John A. Black no Banco Nacional de Barbourville, nomeado para e fundada por seu irmão mais velho. Ele se tornou chefe proibição inspector para Kentucky em 1920. Mais tarde, ele atuou como diretor da Companhia Cemitério Barbourville. Enquanto trabalhava como nono distrito congressional diretor de campanha para o senador Alben Barkley, em 1938, Black desenvolveu pneumonia e morreu em 5 de agosto de 1938. Ele está enterrado em um mausoléu no Cemitério Barbourville.

## Ancestrais
Ancestrais de James D. Black: